# Thomas Bruce White Sr.
Thomas Bruce White Sr. (Oak Hill, Austin, Texas, 6 de marzo de 1881-21 de diciembre de 1971) fue un oficial de la ley y director de prisión estadounidense. Es conocido por resolver el difícil caso de asesinato de Osage y luego por ser director de la prisión de Leavenworth en Kansas.

## Biografía
White nació el 6 de marzo de 1881 en Oak Hill, Texas , hijo del sheriff del condado de Travis, Texas, Robert Emmet White y Margaret White. Su madre murió cuando Thomas tenía seis años. Asistió a la Universidad Southwestern en Georgetown, Texas.
Dejando la escuela temprano, Tom viajó por el país y tuvo varios trabajos en Oklahoma y California. Se alistó en los Rangers de Texas de 1905 a 1909 con tres de sus cuatro hermanos. White renunció a los Rangers y trabajó como agente especial para Santa Fe Railway y Southern Pacific Railroad hasta 1917. Luego trabajó como agente del FBI hasta 1926. Durante ese tiempo estuvo a cargo de la oficina de Houston y fue jefe de la investigación del asesinato de Osage , donde él y su equipo resolvieron el difícil caso.
Después de la investigación de Osage, dejó la Oficina y asumió el cargo de director de la prisión de Leavenworth hasta 1931, cuando resultó gravemente herido después de ser tomado como rehén por prisioneros armados y baleado en un intento de fuga de la prisión.
Posteriormente, la Oficina Federal de Prisiones decidió que se le debía dar una tarea menos exigente y lo transfirió a la Institución Correccional Federal La Tuna , cerca de El Paso, Texas . Después de su retiro del sistema penitenciario, White sirvió en una junta de tres hombres para Texas Pardons and Parole.
Estuvo en retiro hasta su muerte el 21 de diciembre de 1971.

## En el cine
En la película de 2023 Los asesinos de la luna, dirigida por Martin Scorsese, White fue interpretado por el actor Jesse Plemons.